# Эберт, Карл Антон
Карл Антон Эберт (нем. Carl Anton Ebert; 20 февраля 1887, Берлин — 14 мая 1980, Санта-Моника) — немецкий актёр и режиссёр.

## Жизнь и творчество
К.Эберт изучал актёрское мастерство у Макса Рейнхардта. Затем играл в различных театрах и участвовал в киносъёмках. С 1927 года он — директор оперы и интендант Государственного театра в Дармштадте, с 1931 по 1933 год — директор берлинской Немецкой оперы. После прихода к власти в Германии национал-социалистов К.Эберт был ими заклеймён как «большевик в музыке». После этого актёр через Швейцарию эмигрировал в Великобританию, а затем, в 1939 году, в Турцию. В 1948 году Эберт уехал оттуда в США.
В Англии К.Эберт, совместно с Фрицем Бушем, организовал фестиваль в Глайндборне и работал там до 1939 года, и позднее, как директор, в 1950-е. После приезда в 1939 в Турцию Эберт стал одной из ведущих фигур в организации турецкой Государственной оперы и балета, Государственной консерватории и Государственного театра. Его ассистентом был писатель Сабахаттин Али. В 1948—1954 годы Эберт руководил Институтом оперы при Университете Южной Калифорнии в Лос-Анджелесе. С 1954 по 1961 год он — директор-распорядитель берлинской Немецкой оперы. Позднее работал в этом театре также как режиссёр.

## Фильмография
- Schwäbische Geschichten(1963)
- Sein großer Fall (1926)
- Lebende Buddhas (1925)
- Der Kaufmann von Venedig (1923)
- Wilhelm Tell (1923)
- Erdgeist (1923)
- Nora (1923)
- Der Stier von Olivera (1921)
- Die Geschlossene Kette (1920)
- Erlkönigs Töchter (1914)
- Der Prinzenraub (1914)
- Das Verschleierte Bild von Groß-Kleindorf (1913)

## Награды
- 1957: премия Эрнста Ройтера
- 1960: Орден «За заслуги перед Федеративной Республикой Германия»
- 1961: Премия немецких критиков
- 1977: Серебряный лист Союза театральных авторов (Dramatiker Union)